# Região Geográfica Imediata de Itabaiana (Paraíba)
A Região Geográfica Imediata de Itabaiana é uma das quinze regiões imediatas do estado brasileiro da Paraíba, uma das quatro regiões imediatas que compõem a Região Geográfica Intermediária de João Pessoa e uma das 509 regiões imediatas no Brasil, criadas pelo IBGE em 2017.
É composta por cinco municípios, tendo uma população estimada pelo IBGE para 1.º de julho de 2017, de 66 335 habitantes e uma área total de 937,315 km².
A cidade-sede Itabaiana é a mais populosa da região, com 24 475 habitantes.

## Municípios
Fonte: IBGE – Cidades
| Município            | População Estimativa 2017 | Área (km²) |
| -------------------- | ------------------------- | ---------- |
| Itabaiana            | 24 475                    | 218,915    |
| Mogeiro              | 13 286                    | 214,389    |
| Natuba               | 10 460                    | 203,387    |
| Salgado de São Félix | 12 145                    | 202,436    |
| São José dos Ramos   | 5 969                     | 98,188     |
| Total                | 66 335                    | 937,315    |